# Mombacho
Mombacho – wulkan w zachodniej Nikaragui, położony nad zachodnim brzegiem jeziora Nikaragua, na południe od miasta Granada. Wznosi się na wysokość 1345 m n.p.m.
Mombacho to stratowulkan zbudowany ze skał andezytowych i bazaltowych. Jest to wulkan drzemiący. Jego jedyną aktywność w czasach historycznych odnotowano w 1570; osunęła się wówczas część wulkanu, nie wiadomo jednak czy doszło wówczas do erupcji. Na stokach wulkanu znaleźć można pola fumarol i gorących źródeł.
Na szczycie zachował się tropikalny las deszczowy, w którym znaleźć można endemiczne gatunki roślin (m.in. storczykowatych) i zwierząt. Ustanowiono tutaj rezerwat przyrody.
Na szczyt wiedzie kilka szlaków turystycznych, w tym szlak udostępniony dla samochodów 4x4. Ze szczytu rozciąga się widok na jezioro Nikaragua.

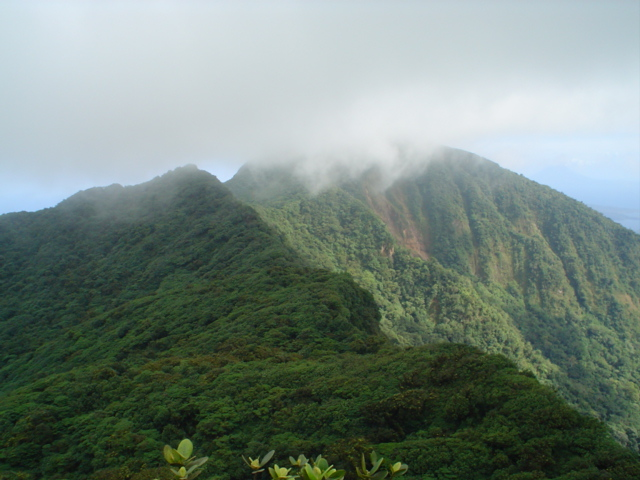
Wulkan Mombacho